# 柔毛青藤
柔毛青藤（学名：Illigera grandiflora var. pubescens）为莲叶桐科青藤属下的一个变种。